# Joseph Cook
Joseph Cook, född 7 december 1860, död 30 juli 1947, var en australisk politiker.
Cook föddes i England, men vistades från 1885 i Australien, där han 1891 invaldes i New South Wales representation och 1901 i Australiska statsförbundets parlament som representant för frihandlarna. 1913–1914 var han premiärminister. Sedan under första världskriget partiläget förskjutits, var han 1917–1920 sjökrigsminister i Billy Hughes koalitionsregering. 1921–1927 var Cook High Commissioner för Australien.